# Onesia nakatae
Onesia nakatae är en tvåvingeart som beskrevs av Hiromu Kurahashi 1987. Onesia nakatae ingår i släktet Onesia och familjen spyflugor. Inga underarter finns listade i Catalogue of Life.